# Wiślica (województwo śląskie)

Nieoficjalny herb wsi Wiślica

Wiślica (cz. Vislice, niem. Wislitz) – wieś w Polsce położona w województwie śląskim, w powiecie cieszyńskim, w gminie Skoczów. Wieś leży w historycznych granicach regionu Śląska Cieszyńskiego, geograficznie zaś leży w regionie Dolina Górnej Wisły, będącej częścią Kotliny Oświęcimskiej. Powierzchnia sołectwa wynosi 357 ha, a liczba ludności 764, co daje gęstość zaludnienia równą 214 os./km².

## Części wsi
| SIMC    | Nazwa    | Rodzaj    |
| ------- | -------- | --------- |
| 0067582 | Lebzak   | część wsi |
| 0067599 | Za Lasem | część wsi |
| 0067607 | Zapłocie | część wsi |

## Historia
Można się spotkać ze stwierdzeniem, że Wiślica była jedną z najdalej na zachód osadą plemienia Wiślan, jednak jest to zupełnie nie potwierdzone ani źródłowo ani archeologicznie, a pierwsza wzmianka pochodzi dopiero z 1447. Znajdowała się wówczas w granicach księstwa cieszyńskiego. Z kolei w latach 1573/1577-1594 Wiślica znajdowała się w granicach wydzielonego z niego skoczowsko-strumieńskiego państwa stanowego.
Miejscowość wraz z jej częściami: Kałuże, Łonice, Międzykrzyże, Stawiska oraz Przyczyny wymienia pod koniec XIX wieku Słownik geograficzny Królestwa Polskiego. W 1890 roku wieś zajmowała obszar 357 hektarów i miała 371 mieszkańców - Polaków wyznania rzymskokatolickiego. Znajdowała się w niej parafia katolicka oraz szkoła ludowa.
Według austriackiego spisu ludności z 1900 w 54 budynkach w Wiślicy na obszarze 357 hektarów mieszkało 435 osób, co dawało gęstość zaludnienia równą 121,8 os./km². z tego 426 (97,9%) mieszkańców było katolikami a 9 (2,1%) ewangelikami, 433 (99,5%) było polsko- a 2 (0,5%) niemieckojęzycznymi. Do 1910 roku liczba budynków wzrosła do 56 a mieszkańców spadła do 425, z czego wszyscy byli polskojęzycznymi katolikami.
W wyborach na XI kadencję austriackiej Rady Państwa w 1907 jak i w 1911 dwukrotnie wygrał Józef Londzin ze Związku Śląskich Katolików zdobywając praktycznie wszystkie głosy (51 z 52 głosów w 1907 i 50 głosów w 1911).
Po zakończeniu I wojny światowej Wiślica wraz z całym Śląskiem Cieszyńskim stała się punktem sporu pomiędzy Polską i Czechosłowacją. W 1918 roku na bazie Straży Obywatelskiej lokalni Polacy utworzyli lokalny oddział Milicji Polskiej Śląska Cieszyńskiego podlegający 14 kompanii Milicji w Skoczowie pod dowództwem ppor. Bączka.
W latach 1975–1998 miejscowość należała administracyjnie do województwa bielskiego.

## Wójtowie
- Jan Piecha ?-1876[13]
- Jan Wardas 1876-1878[14]
- Paweł Nalewajka ?-1882[15]
- Paweł Lebiedzik 1903-1909[16]

## Transport
Wzdłuż wschodniego krańca sołectwa przebiega droga krajowa nr 81.

## Przyroda
Pomiędzy centrum miejscowości a DK-81 znajduje się rezerwat przyrody Skarpa Wiślicka.